# 리버스 (영화)
리버스(The Reivers)는 미국에서 제작된 마크 라이델 감독의 1969년 영화이다. 스티브 맥퀸 등이 주연으로 출연하였고 얼빙 라베치 등이 제작에 참여하였다.

## 출연

### 주연
- 스티브 맥퀸
- 샤론 패럴

### 조연
- 루스 화이트
- 마이클 콘스탄틴
- 클리프톤 제임스
- 후아노 헤르난데즈

## 제작진
- 원작자: 윌리엄 포크너
- 협력프로듀서: 릭 로젠버그
- 미술: 찰스 베일리
- 미술: 조엘 쉴러
- 의상: 조앤 해스
- 의상: 앨런 레빈
- 의상: 데아도라 밴 런클
- 배역: 린 스터마스터